# 費懋中
費懋中（1485年—？），字民受，號定軒，江西廣信府鉛山縣横林（今河口鎮柴家村）人，祖籍湖廣永興（今湖北陽新），明朝政治人物、探花。

## 生平
費懋中為成化十一年（1475年）乙未科進士費瑄之從孫。江西鄉試第十七名，正德十六年（1521年）登進士第一甲第三名（探花），授翰林院編修。官至湖廣提學副使，十四年七月调任河南提学副使。

## 家族
曾祖费应麒，贈資政大夫禮部尚書。祖父费珣，舉人、贡士。費珣妻張氏，鉛山人，珣領鄉薦未第卒，張年二十六，翦髪入斂，孀居三十餘年，成化間縣丞陳恒明以事聞，詔旌其門。父費憲，母张氏。慈侍下。弟懋和、懋仁、懋禮、懋元、懋賢、懋思、懋恭、懋智、懋從、懋質、懋學。
鉛山費氏在明代人才輩出。費懋中堂祖父費瑄，成化十一年（1475年）登乙未科進士，弘治年間擔任兵部員外郎，官至貴州參議。堂伯費宏為成化二十三年（1487年）丁未科狀元，堂叔費寀正德六年（1511年）登辛未科進士，以進士任贊善，而費宏長子費懋賢也於嘉靖五年（1526年）登丙戌科進士，改庶吉士；加之正任翰林院編修的懋中，一時之間，父子兄弟並列宮禁，被傳為佳話。

## 相關文學
明人許恒所撰《二奇緣傳奇》，講述舉人楊維聰與費懋中（後兩人為同榜鼎甲）等四人赴京參加會試途中的奇遇。